# You Can't Take It With You
You Can't Take It With You, conocida en español como Vive como quieras o Tómalo o déjalo, es una película estadounidense dirigida por Frank Capra. La película que contó con la actuación de James Stewart, Jean Arthur, Lionel Barrymore, Edward Arnold, Spring Byington y Ann Miller, es una adaptación de la obra de teatro de 1936, ganadora del Premio Pulitzer,  del mismo nombre de George S. Kaufman y Moss Hart que también colaboraron en el guion junto a Robert Riskin, guionista habitual de Capra. Fue la gran ganadora de los Oscars de 1938.

## Argumento
Alice Sycamore es la única persona con un poco de cordura en una familia llena de lunáticos. Alice se enamora de su jefe, Tony Kirby, cuya familia, por su parte, es todo lo contrario: son ricos y refinadamente cursis. Las diferencias entre el estilo de vida y la mentalidad de ambas familias se agudizan cuando los padres de él van a cenar a casa de ella un día antes de lo previsto. La cena termina con la entrada de la policía en la casa y la detención de todos los presentes, acusados de anarquistas. Tras un caótico juicio y tras ocupar todas las portadas de los periódicos, Alice desaparece. Abatidos por su ausencia, los Sycamore venden su propiedad al magnate Anthony P. Kirby que podrá especular con los terrenos. Éste, ante la renuncia de su hijo a su cargo en la empresa y una muerte inesperada, da un giro a su vida que provocará una sucesión de acontecimientos.

## Reparto
- Jean Arthur: Alice Sycamore
- Lionel Barrymore: Abuelo Martin Vanderhof
- James Stewart: Tony Kirby
- Edward Arnold: Anthony P. Kirby
- Mischa Auer: Boris Kolenkhov
- Ann Miller: Essie Carmichael
- Spring Byington: Penny Sycamore
- Samuel S. Hinds: Paul Sycamore
- Donald Meek: Poppins
- H. B. Warner: Ramsey
- Halliwell Hobbes: DePinna
- Dub Taylor: Ed Carmichael
- Mary Forbes: Mrs. Anthony P. Kirby
- Lillian Yarbo:  Rheba
- Eddie Anderson: Donald
- Charles Lane: Wilbur G. Henderson, agente del IRS
- Harry Davenport: juez de guardia
- Ian Wolfe: secretaria de Kirby
- Ward Bond: detective (unbilled)
- Arthur Murray

## Producción
En noviembre de 1937, Harry Cohn de Columbia Pictures compró los derechos cinematográficos de la obra original por $ 200,000 ($ 3,589,000 en 2019).
Después de ver al actor James Stewart interpretar "un papel sensible y desgarrador en Navy Blue and Gold de MGM ", Frank Capra eligió a Stewart para el papel del personaje masculino principal, Tony Kirby, para "[encajar] su concepto de Estados Unidos idealizado"
La enfermedad que padecía Barrymore se incorporó a la trama de la película. Su personaje permanece con muletas toda la película, que se dice que se debe a un accidente al deslizarse por la barandilla. En realidad, se debía a su creciente artritis, ya a principios de año se vio obligado a retirarse de la película A Christmas Carol. 
Ann Miller, quien interpreta a Essie Carmichael (la esposa de Ed Carmichael), tenía solo 15 años al inicio del rodaje.

## Recepción

### Crítica
Frank Nugent de The New York Times calificó la película como "una gran película, que decepcionará solo a los admiradores más superficiales de la obra".
Variety lo llamó "excelente material de audiencia y sobre la cabeza de nadie. La comedia es totalmente estadounidense, sana, casera, humana, atractiva y conmovedora". La revisión sugirió que "podría haber sido editado un poco aquí y allá, aunque en pie nunca es agotador."

### Premios Oscar
Victorias
- Mejor Película: Columbia Pictures
- Mejor Director: Frank Capra

Candidaturas
- Mejor Actriz de Reparto: Spring Byington
- Mejor Guion: Robert Riskin
- Mejor Fotografía: Joseph Walker
- Mejor Montaje: Gene Havlick
- Mejor Sonido: Columbia Studio Sound Department, John P. Livadary, director de sonido.